# Качапор
Качапор је насеље у Србији у општини Блаце у Топличком округу. Према попису из 2022. било је 34 становника (према попису из 1991. било је 104 становника).

## Историја
По наталној карти из 1950 г. ,,средиште Јастревачког среза", наводи се да се село зове Каџапур чији се назив касније мења у тренутни.

## Демографија
У насељу Качапор живи 60 пунолетних становника, а просечна старост становништва износи 45,1 година (43,4 код мушкараца и 46,8 код жена). У насељу има 25 домаћинстава, а просечан број чланова по домаћинству је 2,88.
Ово насеље је великим делом насељено Србима (према попису из 2022. године).
|  |

| Демографија | Демографија | Демографија |
| Година      | Становника  | Становника  |
| ----------- | ----------- | ----------- |
| 1948.       | 188         |             |
| 1953.       | 196         |             |
| 1961.       | 171         |             |
| 1971.       | 144         |             |
| 1981.       | 94          |             |
| 1991.       | 104         | 98          |
| 2002.       | 72          | 72          |
| 2022.       | 34          |             |

| Етнички састав према попису из 2022.‍ | Етнички састав према попису из 2022.‍ | Етнички састав према попису из 2022.‍ | Етнички састав према попису из 2022.‍ | Етнички састав према попису из 2022.‍ |
| ------------------------------------ | ------------------------------------ | ------------------------------------ | ------------------------------------ | ------------------------------------ |
|                                      |                                      |                                      |                                      |                                      |
| Срби                                 | Срби                                 |                                      | 34                                   | 95,83%                               |
| непознато                            | непознато                            |                                      | 0                                    | 0,0%                                 |

| Година пописа     | 1948. | 1953. | 1961. | 1971. | 1981. | 1991. | 2002. |
| ----------------- | ----- | ----- | ----- | ----- | ----- | ----- | ----- |
| Број домаћинстава | 35    | 39    | 39    | 35    | 30    | 34    | 25    |

| Број чланова      | 1 | 2 | 3 | 4 | 5 | 6 | 7 | 8 | 9 | 10 и више | Просек |
| ----------------- | - | - | - | - | - | - | - | - | - | --------- | ------ |
| Број домаћинстава | 6 | 7 | 5 | 3 | 3 | 0 | 0 | 0 | 0 | 1         | 2,88   |

| Пол    | Укупно | Неожењен/Неудата | Ожењен/Удата | Удовац/Удовица | Разведен/Разведена | Непознато |
| ------ | ------ | ---------------- | ------------ | -------------- | ------------------ | --------- |
| Мушки  | 32     | 7                | 21           | 1              | 3                  | 0         |
| Женски | 32     | 4                | 21           | 5              | 2                  | 0         |
| УКУПНО | 64     | 11               | 42           | 6              | 5                  | 0         |

| Пол    | Укупно                    | Пољопривреда, лов и шумарство | Рибарство                            | Вађење руде и камена | Прерађивачка индустрија       |
| ------ | ------------------------- | ----------------------------- | ------------------------------------ | -------------------- | ----------------------------- |
| Мушки  | 18                        | 11                            | 0                                    | 0                    | 3                             |
| Женски | 6                         | 3                             | 0                                    | 0                    | 3                             |
| УКУПНО | 24                        | 14                            | 0                                    | 0                    | 6                             |
| Пол    | Производња и снабдевање   | Грађевинарство                | Трговина                             | Хотели и ресторани   | Саобраћај, складиштење и везе |
| Мушки  | 1                         | 0                             | 1                                    | 0                    | 1                             |
| Женски | 0                         | 0                             | 0                                    | 0                    | 0                             |
| УКУПНО | 1                         | 0                             | 1                                    | 0                    | 1                             |
| Пол    | Финансијско посредовање   | Некретнине                    | Државна управа и одбрана             | Образовање           | Здравствени и социјални рад   |
| Мушки  | 0                         | 0                             | 1                                    | 0                    | 0                             |
| Женски | 0                         | 0                             | 0                                    | 0                    | 0                             |
| УКУПНО | 0                         | 0                             | 1                                    | 0                    | 0                             |
| Пол    | Остале услужне активности | Приватна домаћинства          | Екстериторијалне организације и тела | Непознато            | Непознато                     |
| Мушки  | 0                         | 0                             | 0                                    | 0                    | 0                             |
| Женски | 0                         | 0                             | 0                                    | 0                    | 0                             |
| УКУПНО | 0                         | 0                             | 0                                    | 0                    | 0                             |